# Kanał Opatowicki
Kanał Opatowicki (Schleusen Kanal Ottwitz, Ottwitzer Schleusenkanal) – kanał wodny we Wrocławiu, położony na osiedlu Opatowice. Wybudowanie tego kanału wykreowało powstanie Wyspy Opatowickiej. Na kanale tym usytuowana jest Śluza Opatowice tworząca, wraz z Jazem Opatowice zlokalizowanym na głównym nurcie rzeki Odra, stopień wodny Opatowice. Stopień ten, razem ze stopniem wodnym Bartoszowice oraz Kanałem Odpływowym, umożliwia sterowanie przepływem wód rzeki Odra w ramach Bartoszowicko–Opatowickiego Węzła Wodnego przez cały Wrocławski Węzeł Wodny. Kanał ten zlokalizowany jest na lewym brzegu rzeki Odra. Skraca on w linii prostej drogę wodną biegnącą do centrum miasta, łącząc bieg rzeki – wygięty w tym miejscu ku północy meander. Kanał został wybudowany, wraz z Kanałem Żeglugowym i Kanałem Powodziowym, w latach 1912-1917 (1913-1917). Do Kanału można dojechać: od południa Ulicą Międzyrzecką i Ulicą Opatowicką. Od północy, od strony Bartoszowic, można dojść Kładką Bartoszowicką i dalej przez Wyspę Opatowicką przez las i łąkę, na wyspie. Choć obecny kanał został wybudowany w 1917 roku, to powstał on w miejscu wcześniejszego Przekopu Opatowickiego, wykonanego w latach 1531–1554. Powierzchnia wód Kanału Opatowickiego zajmujące ok. 4,3 ha, jest dzierżawiona przez Polski Związek Wędkarski od RZGW.